# Horní Kalná
Horní Kalná är en ort i Tjeckien. Den ligger i den norra delen av landet, 100 km nordost om huvudstaden Prag. Horní Kalná ligger 403 meter över havet och antalet invånare är 318.
Terrängen runt Horní Kalná är platt söderut, men norrut är den kuperad. Horní Kalná ligger nere i en dal.Runt Horní Kalná är det ganska tätbefolkat, med 70 invånare per kvadratkilometer. Närmaste större samhälle är Vrchlabí, 6,5 km norr om Horní Kalná. Omgivningarna runt Horní Kalná är en mosaik av jordbruksmark och naturlig växtlighet.